# Roger Wehrli
Roger Russell Wehrli (New Point, Misuri, 26 de noviembre de 1947), más conocido como Roger Wehrli, es un exjugador profesional estadounidense de fútbol americano que se desempeñó en la posición de cornerback en la National Football League (NFL). Es miembro del Salón de la Fama del Fútbol Americano Profesional.

## Carrera
Wehrli jugó como profesional catorce temporadas en St. Louis Cardinals (1969-1982), equipo en el que se retiró.

## Reconocimiento
El 3 de febrero de 2007, fue seleccionado para ser miembro del Salón de la Fama del Fútbol Americano Profesional.